# Deromecus
Deromecus là một chi bọ cánh cứng trong họ 
Elateridae.
Chi này được miêu tả khoa học năm 1851 bởi Solier.

## Các loài
Các loài trong chi này gồm:
- Deromecus agriotes Candèze, 1878
- Deromecus anchastinus Candèze, 1881
- Deromecus angustatus Solier, 1851
- Deromecus anthracinus Candèze, 1900
- Deromecus anticura (Arias, 2007)
- Deromecus attenuatus Solier, 1851
- Deromecus calafquen (Arias, 2007)
- Deromecus canaliculatus Fairmaire, 1885
- Deromecus carinatus Candèze, 1881
- Deromecus carmenjuliae (Arias, 2007)
- Deromecus castaneipennis (Solier, 1851)
- Deromecus cervinus Candèze, 1881
- Deromecus collaris Solier, 1851
- Deromecus curtus Candèze, 1878
- Deromecus debilis Candèze, 1878
- Deromecus delfini Fleutiaux, 1907
- Deromecus duhatao (Arias, 2007)
- Deromecus filicornis Solier, 1851
- Deromecus fulvus Fleutiaux, 1907
- Deromecus germaini Fleutiaux, 1907
- Deromecus girardai (Arias, 2007)
- Deromecus grisescens Candèze, 1878
- Deromecus inops Candèze, 1878
- Deromecus lanin (Arias, 2007)
- Deromecus maipoensis (Arias, 2007)
- Deromecus maturanai (Arias, 2007)
- Deromecus melanurus Fleutiaux, 1907
- Deromecus niger Schwarz, 1900
- Deromecus nigricornis Candèze, 1860
- Deromecus pallipes Solier, 1851
- Deromecus pichinahuel (Arias, 2007)
- Deromecus profugus Kirsch, 1884
- Deromecus pucatrihue (Arias, 2007)
- Deromecus pusillus Kirsch, 1870
- Deromecus rubricollis Solier, 1851
- Deromecus sanguinicollis Candèze, 1878
- Deromecus scapularis Candèze, 1878
- Deromecus sulcatus Solier, 1851
- Deromecus tenuicollis Candèze, 1881
- Deromecus trivittatus Champion, 1895
- Deromecus umbilicatus Candèze, 1860
- Deromecus valdiviensis (Arias, 2007)
- Deromecus valparaisensis (Arias, 2007)
- Deromecus villarricensis (Arias, 2007)
- Deromecus vittipennis Candèze, 1900
- Deromecus vulgaris Solier, 1851